# Opypy
Opypy – wieś sołectwo w Polsce położona w województwie mazowieckim, w powiecie grodziskim, w gminie Grodzisk Mazowiecki.

## Opis
Wieś królewska Opipy położona była w drugiej połowie XVI wieku w powiecie błońskim ziemi warszawskiej województwa mazowieckiego. W XVIII wieku należała do rodu Mokronoskich.
W parku z XIX w. pałac z ok. 1900 r. wybudowany prawdopodobnie dla Marii Klementyny Colonna Czosnowskiej. Jego ostatnim właścicielem był adwokat Bolesław Bielawski. W otoczeniu pomnikowa lipa drobnolistna (obw. 3,7 m), cmentarz żołnierzy z 1917 r. został ekshumowany w 1950 roku. W 2000 roku prywatny inwestor dokonał gruntownej przebudowy pałacu, wymieniając dach oraz stropy. Wykoszono zarośla i przywrócono widoczność alei parkowych, nasadzono brakujące drzewa. Odtworzono polanę która tworzy główną oś widokową idącą od ganku przez główną aleję do końca parku. Polana okolona starymi leszczynami tworzy tak zwany "pokój parkowy". Do założenia pałacowego dobudowano oficynę gospodarczą utrzymaną w stylu pałacu. Teren został ogrodzony murem oraz żeliwnym ogrodzeniem. Obecnie właścicielem pałacu jest Piotr Baczkowski vel Peter von Bakow.
Odniesienia do historii pałacu, znaleźć można w licznych opracowaniach, oraz wspomnieniach Jeremiego Przybory.
W latach 1975–1998 miejscowość administracyjnie należała do województwa warszawskiego.
Przez miejscowość przepływa niewielka rzeka Rokitnica, dopływ Utraty.

## Obiekty historyczne
- pałac Czosnowskich z początku XX wieku;
- park krajobrazowy;
- okopy z czasów I wojny światowej.